# DigiTimes
DigiTimes ist eine in Taipeh/Taiwan erscheinende Tageszeitung für den Halbleiter-, Elektronik-, Computer- und Kommunikationsindustrie-Markt. Sie erscheint als Zeitung für den chinesischen Markt in traditionellen Langzeichen der chinesischen Schrift. Auf der Website gibt es neben chinesischen Ausgaben in Lang- und Kurzzeichen seit dem Jahr 2000 zusätzlich eine englische Ausgabe.
Nach eigenen Angaben werden mit einer Auflage von 65.000 Stück werktäglich über 100.000 Leser in mehr als 1300 Firmen der Zielgruppe in Taiwan erreicht. Die englischsprachige Website wird weltweit täglich ca. 30.000 mal aufgerufen.
Neben Marketing Services wird von der unabhängigen Business Unit DIGITIMES Research Martforschung betrieben und entsprechende Berichte angeboten.
Inzwischen erscheint die englischsprachige Ausgabe unter der Bezeichnung „DIGITIMES Asia“.